# Atsushi Matsuo
Atsushi Matsuo (født 5. marts 1990) er en japansk fodboldspiller.
Han har spillet for flere forskellige klubber i sin karriere, herunder V-Varen Nagasaki.